# Tollo (Italia)
Tollo es un municipio de 4.241 habitantes en la provincia de Chieti.

## Historia

### Orígenes del nombre y fundación
Acerca de los orígenes del pueblo existen varias hipótesis, ya que no existen fuentes verificables, y ante la escasez de estructuras arquitectónicas o restos arqueológicos.
El nombre "Tollo", más que derivado de una presunta fundación en época romana (de "Tullio" o "Tutellum"), o de la construcción de una torre forticada sobre una colina, puede que se originara al fundarse la ciudad a finales del siglo XI o principios del XII, por un grupo de cruzados que se detuvieron en el margen derecho del río Moro. Estos soldados, tal vez originarios de Tulle, construyeron basándose en su ciudad natal, una serie de lugares fortificados (que dan nombre a los actuales barrios de la localidad), sobre los cuales existía una torre defensiva, situada en lo que hoy es la Plaza Central.
Los testimonios escritos más antiguos datan de 1067, en un pergamino en el que Tollo aparece como pueblo en el que se produce vino, destinado al comercio a través del vecino puerto de Ortona. 

### DelsigloXVIalXX
En el siglo XV está documentada la presencia de la Orden Teutónica; a ella se debe la construcción de la Iglesia de Santa Marina. En 1566 la ciudad tal vez fue tomada por los turcos, y de ahí nace la tradición de la fiesta de la Virgen del Rosario.
Alrededor del siglo XVIII el lugar pasó a dominio de los Borbones, y entra a formar parte del Reino de las Dos Sicilias. Entre 1707 y 1775 pasó a la familia de Ruggero d'Altavilla; luego se convirtió en feudo de propiedad de los barones Nolli, recordados como los principales innovadores, para la época, de la economía y del comercio desarrollado en la pequeña ciudad.
Hacia 1806 Tollo empezó a ser llamado "Comuna", gobernado por un alcalde, perteneciente a la provincia de Chieti, en donde residían las autoridades que administraban los Abruzos interiores por cuenta del Rey de Nápoles.
Con la Unidad de Italia, Tollo sufrió el problema del bandolerismo, que en esta zona fue violento y también violentamente reprimido.

### De la Segunda Guerra Mundial hasta nuestros días
La Segunda Guerra Mundial provocó la destrucción casi completa del pueblo. Tras el armisticio del 8 de septiembre de 1943, los combates entre las tropas alemanas y las fuerzas aliadas llegó a la provincia de Chieti y destruyó violentamente tanto las poblaciones de mayor tamaño (Ortona) como los núcleos pequeños. Los primeros bombardeos golpearon a Tollo en la noche del 5 de diciembre; luego los repetidos ataques obligaron a desalojar a la población entre el 14 y el 15 de diciembre de ese año. Muchos de sus habitantes, sobre todo varones, fueron deportados al norte de Italia. El 4 de marzo de 1944 se produjo la primera respuesta aliada, con la ruptura del frente alemán y la liberación definitiva que tuvo lugar en verano.
Con la paz, se inició la reconstrucción moral y civil de la población, que, durante los años 1960 y 1970 llevó al desarrollo económico de la ciudad, sobre todo tras la fundación de las dos cooperativas agrícolas (1960-62) que permitieron que Tollo difundiera su vino en Italia y, en las últimas décadas, en el mundo.

## Evolución demográfica
| Gráfica de evolución demográfica de Tollo entre 1861 y 2001 |
|                                                             |
| Fuente ISTAT - elaboración gráfica de Wikipedia             |

- Datos: Q51300
- Multimedia: Tollo / Q51300

1. ↑  Worldpostalcodes.org, código postal n.º 66010.
2. ↑  «Codici Catastali». Comuni-italiani.it (en italiano). Consultado el 29 de abril de 2017.